# Astor (Kosmetikmarke)
Astor (ursprünglich Margaret Astor) ist eine deutsche Kosmetik-Marke. Die aus dem deutschen Walldorf stammende Familie Astor gründete auch das gleichnamige New Yorker Hotel Waldorf Astoria.

## Geschichte

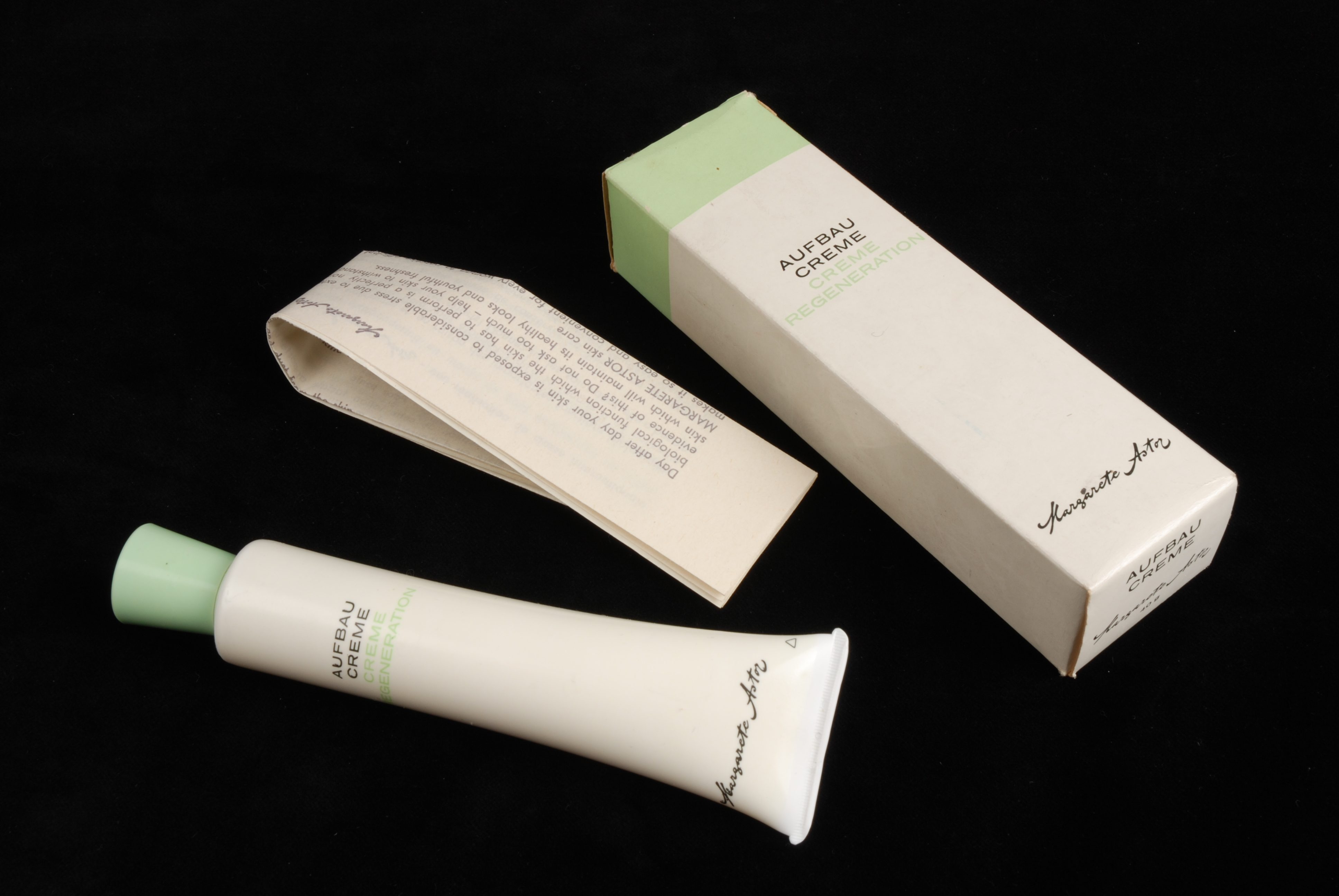
Aufbaucreme von Margaret Astor (ca. 1955–1970)

Astor Kosmetik wurde 1952, ursprünglich unter dem Namen Margaret Astor, als Tochtergesellschaft der Blendax-Werke in Mainz gegründet. Der Name wurde von der Schwiegermutter des Firmengründers, Wilhelm Boelcke, inspiriert, die von der Astor-Familie abstammte.
Im Boom der Nachkriegszeit wurde die Marke schnell sehr populär und konnte innerhalb von fünf Jahren auf dem deutschen Markt die führende Stellung einnehmen. Schnell wurde die Marke auch in anderen Ländern Europas eingeführt. 1965 wurde die Margaret Astor KG von der englischen Beecham Group übernommen und konnte erfolgreich ausgebaut werden. Astor war bald in 22000 Geschäften in mehr als 60 Ländern erhältlich.
1990 wurde Margaret Astor von der deutschen Benckiser Gruppe aufgekauft und ist heute Teil des Parfum- und Kosmetikkonzerns Coty Inc.